# Markovi Kuli
Pour les articles homonymes, voir Kulî.
Les Markovi Kuli, ou Tours de Marko (en macédonien Маркови Кули, en serbe Марков Град) sont les restes d'un château fort construit au XIVe siècle par le roi Marko Kraljević. Les ruines se trouvent au sommet d'un promontoire rocheux à proximité de la ville de Prilep. Le site présente des traces d'occupation largement antérieures au roi Marko et c'est également un site naturel d'exception. À ce titre, il est protégé par l'IUCN depuis 1965 et il est inscrit sur la liste indicative du Patrimoine mondial de l'Unesco depuis 2004.

## Géographie
Les Tours de Marko se trouvent à quatre kilomètres au nord-ouest du centre-ville de Prilep, en surplomb du quartier de Varoch. Le promontoire sur lequel elles sont construites est le point le plus méridional du mont Zlatovrv, extrêmement difficile d'accès et sur lequel se trouve également le monastère de Treskavets. En contrebas des tours s'étend la vaste plaine de Pélagonie.
Le promontoire sur lequel se trouvent les tours présente une diversité géologique unique dans la région. Le terrain est composé de gneiss et de granite plus jeune et les activités climatiques et sismiques, et la flore ont modelé un relief très particulier, fait de multiples crevasses. Le gneiss, issu d'une activité volcanique, est vieux d'environ 720 millions d'années et le granite s'est introduit dans la roche il y 300 millions d'années. 

## Histoire
Le site est occupé depuis l'âge du bronze, puis en continu jusqu'au Moyen Âge. On y a notamment retrouvé des traces significatives d'occupation datant de l'âge du fer et l'Antiquité. Du IIe siècle au IVe siècle, le site est d'ailleurs une petite ville. 
Le site renferme l'installation slave du Haut Moyen Âge la plus importante découverte dans les Balkans. On y a aussi découvert une vaste nécropole et un trône en pierre datant des IXe siècle et Xe siècle. Au XIIe siècle, un monastère, dédié à saint Michel, est fondé.
La forteresse définitive est commencée au XIIIe siècle et achevée par le roi Marko Kraljević au XIVe siècle. Il reste du château trois tours et des remparts larges d'environ un mètre, construits en blocs de calcaire. Après la mort du roi en 1395, la Macédoine est envahie par les Ottomans. La forteresse est utilisée comme refuge par des Slaves qui fuient les envahisseurs turcs.

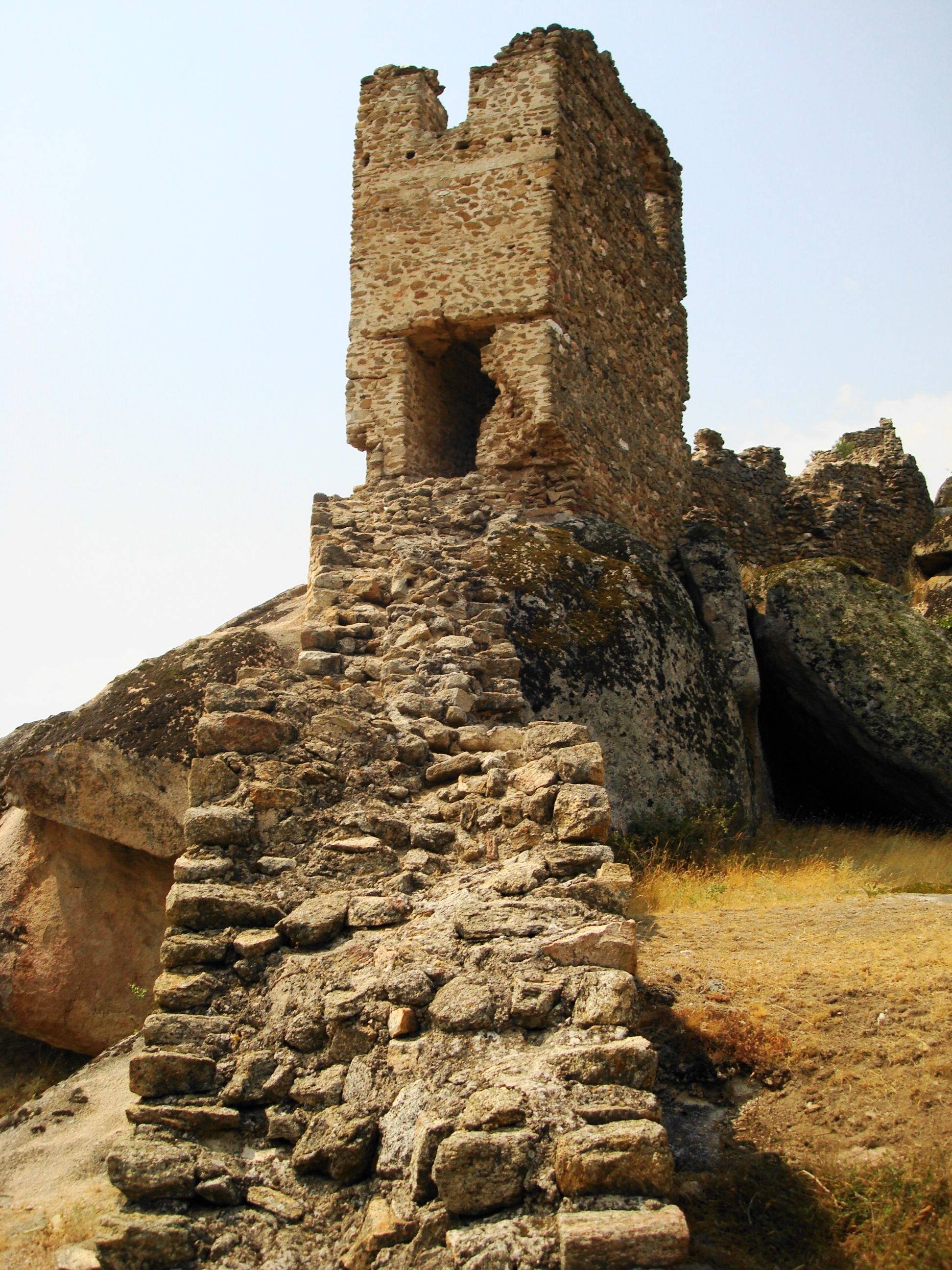
L'une des tours carrées.
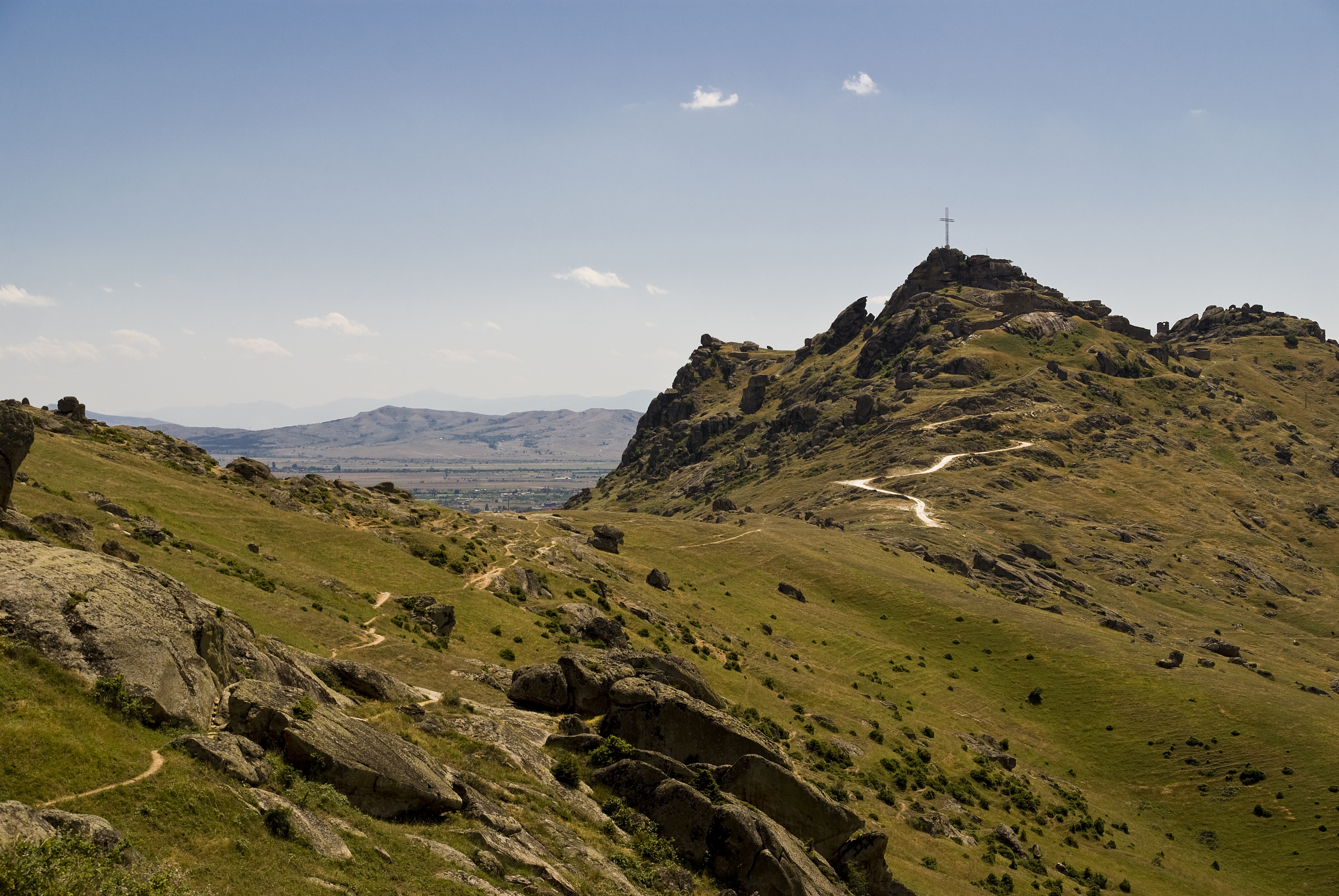
Vue d'ensemble du site.
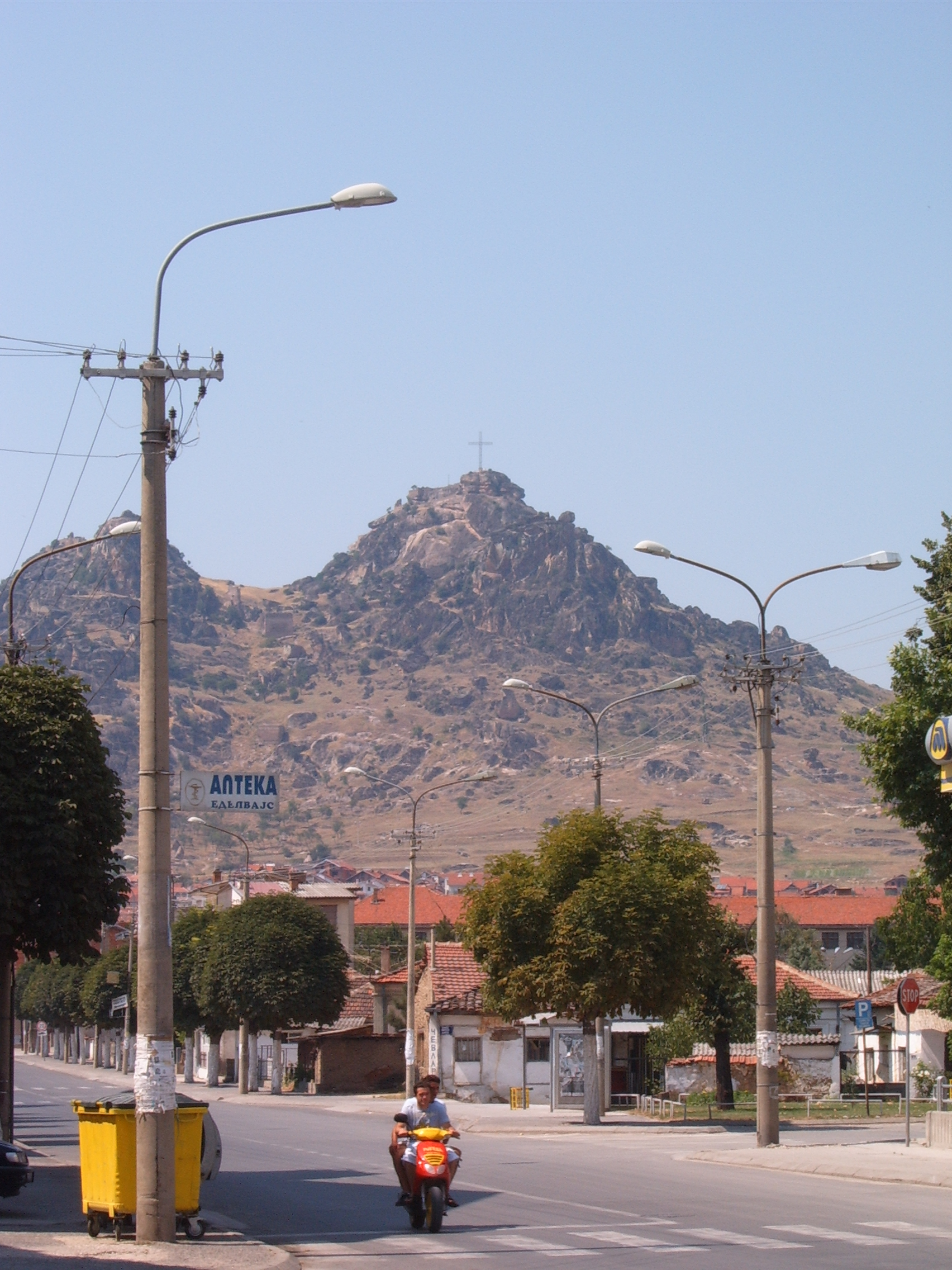
Les tours vues depuis Prilep.